# Go-honzon

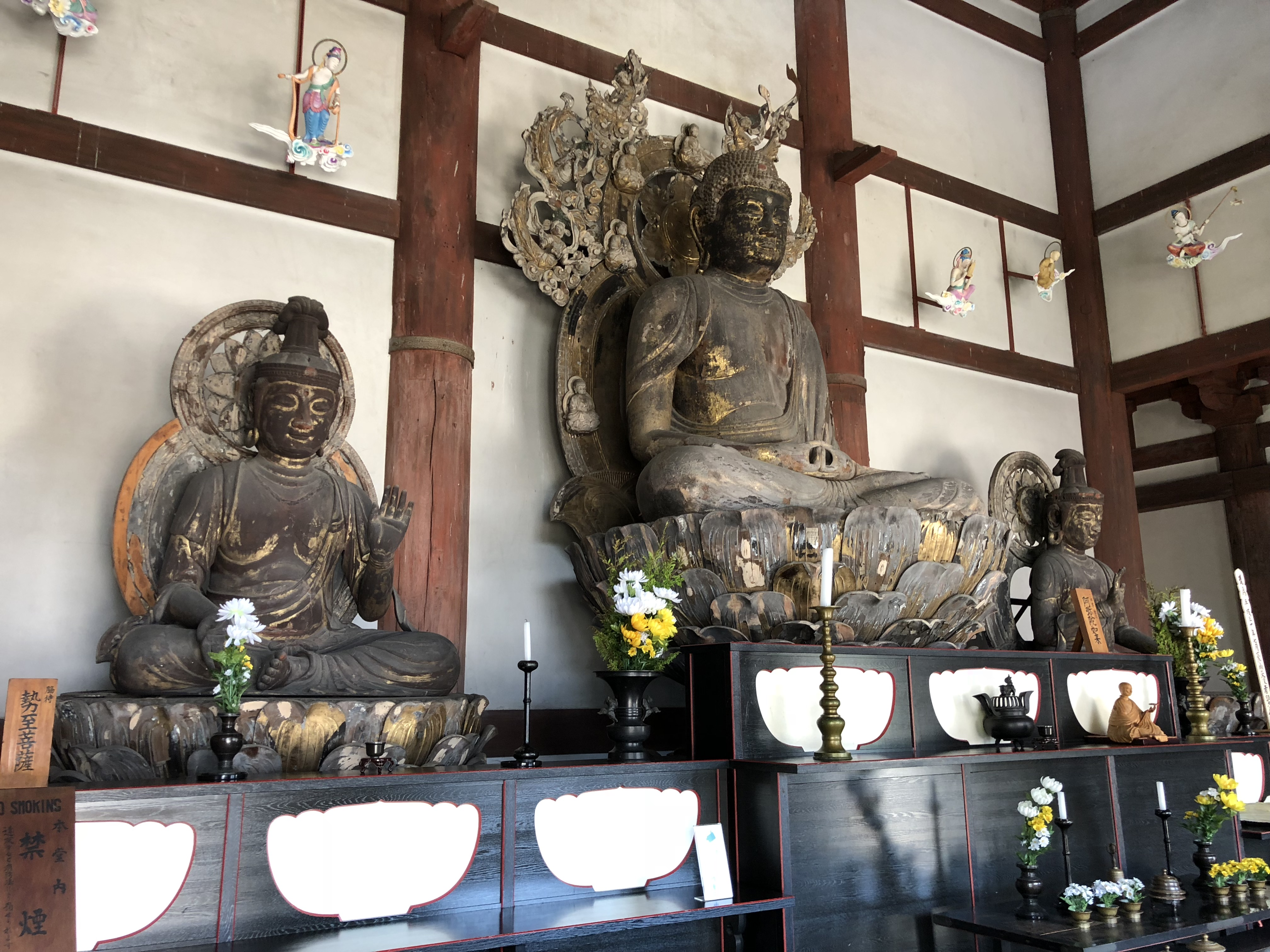
Honzon przedstawiający Amidę Nyorai w świątyni Kikō-ji, w Nara, w Japonii

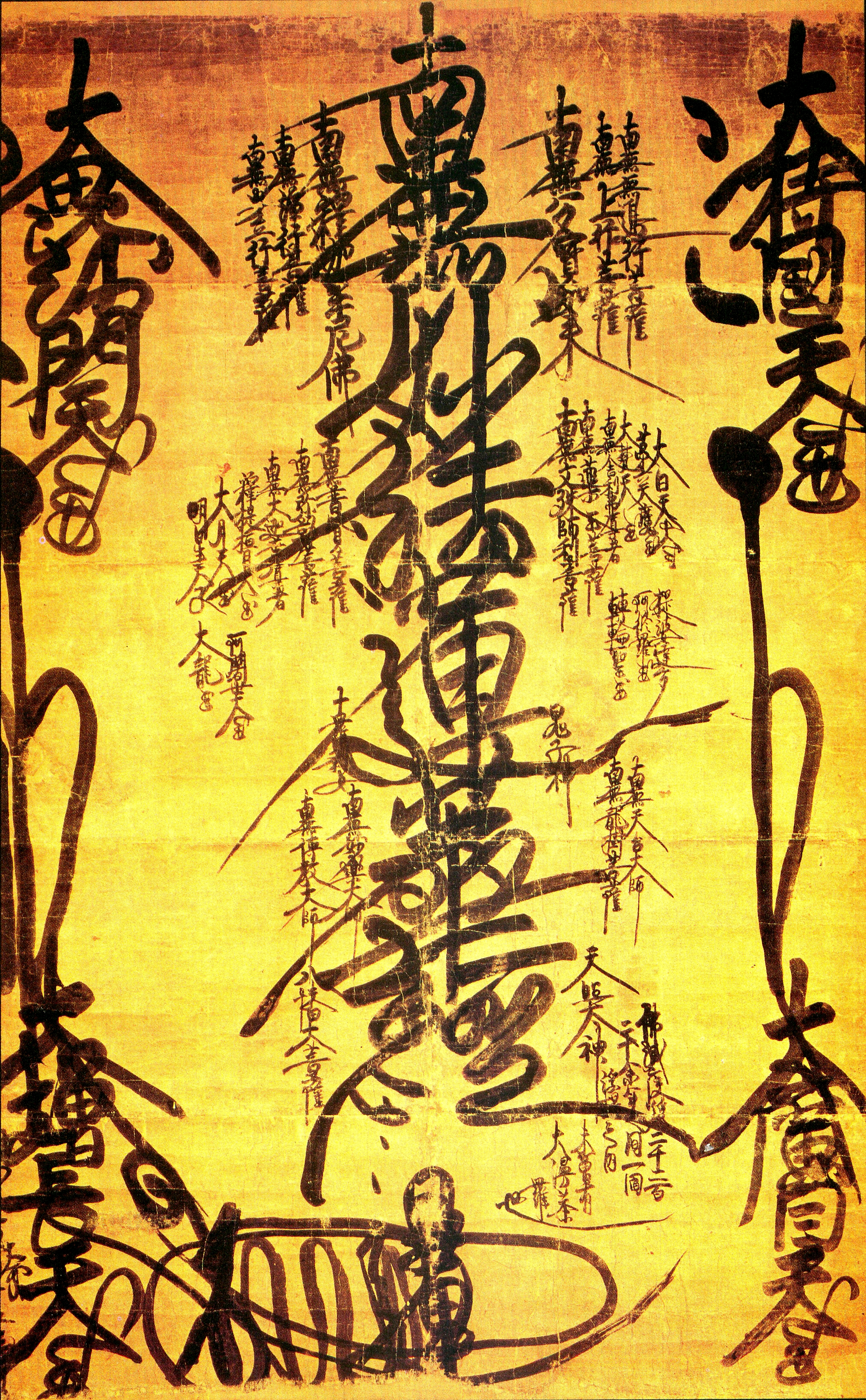
Honzon świątyni Myōhon-ji, Kamakura; znaki w centrum: 南無妙法蓮華經, Namu Myōhō Renge Kyō (Chwała Sutrze Lotosu), słowa recytowane we wszystkich formach buddyzmu Nichirena (1222–1282)

Go-honzon (jap. 御本尊, ご本尊) – (1) w buddyzmie japońskim, główny, zasadniczy przedmiot (wizerunek, obraz, posąg, zwoje pisma, mandale) kultu; główny przedmiot kultu w świątyni, zwykle buddy lub bosatsu, umieszczony w głównym pawilonie kompleksu świątynnego; (2) idol, obiekt adoracji.

## Znaczenie słowa
Słowo go-honzon składa się z dwóch części:
- zasadniczej honzon (本尊), która oznacza → „zasadniczy wizerunek” (Buddy), „obiekt adoracji, szacunku, czci”
- oraz – na znak czci – go- (御 lub ご) → przedrostka honoryfikatywnego, wyrażającego uznanie, szacunek, adorację[1][2].

Papierowe zwoje wiszące honzon nazywają się kakejiku go-honzon lub moji-mandara → „mandala skryptowa” lub „mandala zapisana znakami”.

## Go-honzon Nichirena
Go-honzon w buddyzmie Nichirena odnosi się do wiszącej, kaligraficznej mandali (moji-mandara, ilustracja po prawej), którą napisał on sam i do której skierowane są pieśni modlitewne.
Znaczenie słów inwokacji Namu Myōhō Renge Kyō:
- 南無 – Namu → tu: chwała (od sanskr. namas → „uwielbienie, ukłon i pozdrowienie”, interpretowane jako „Jestem oddany”);
- 妙 – Myō → tajemnica, cudowność, dziwność; 妙法 – myōhō → cudowne prawo Buddy;
- 法 – Hō → prawo, doktryna;
- 蓮 – Ren → lotos; 蓮華 – renge → kwiat lotosu
- 華 – Ge → kwiat;
- 経 (經) – Kyō → sutra[3].